# Wilhelm Uhthoff

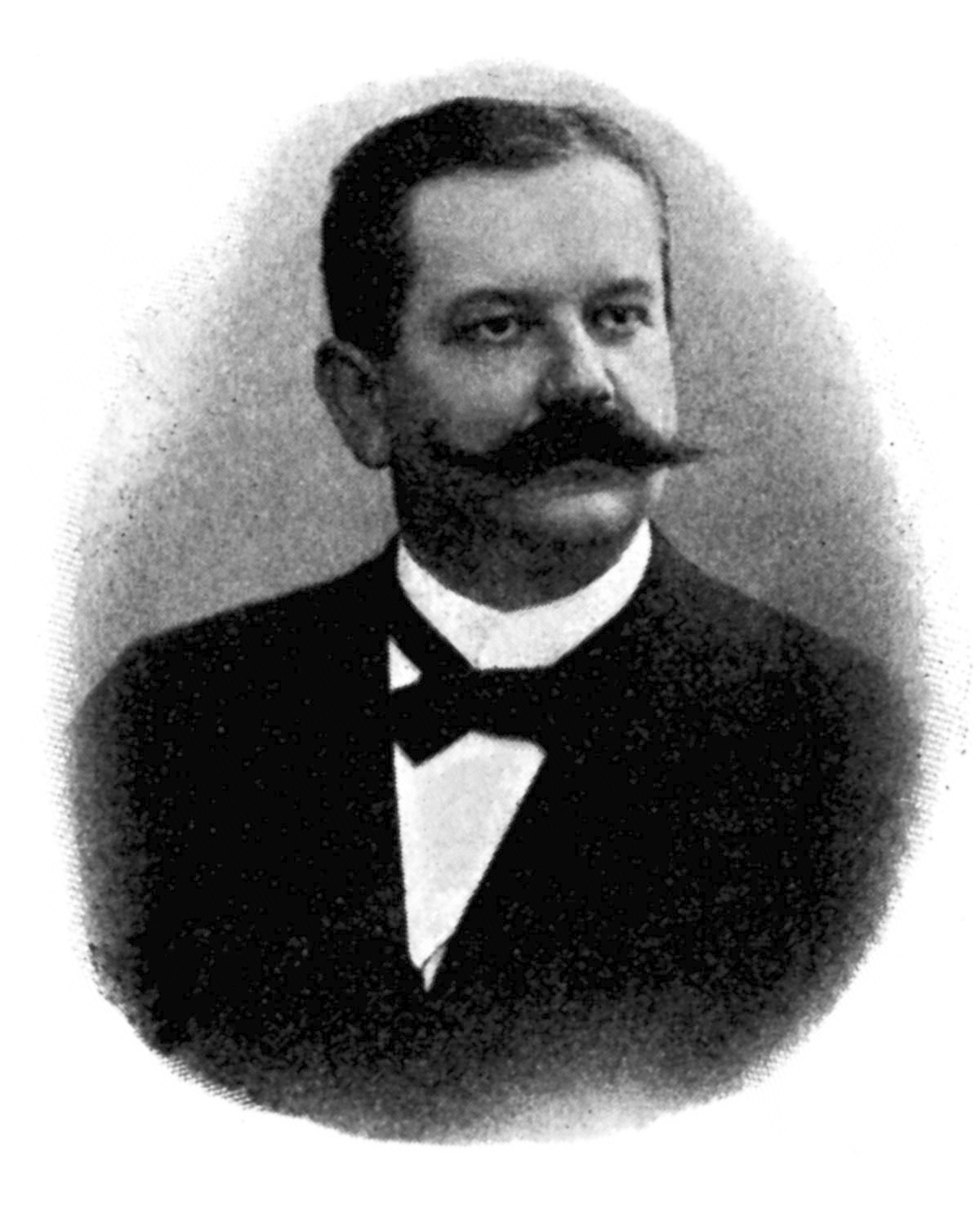
Wilhelm Uhthoff

Wilhelm Georg Heinrich Carl Friedrich Uhthoff (* 31. Juli 1853 in Klein Warin, Mecklenburg-Schwerin; † 21. März 1927 in Breslau) war ein deutscher Ophthalmologe und Hochschullehrer.

## Biographie
Wilhelm Uhthoff wurde als Sohn des Domänenpächters Georg Friedrich August Uhthoff und dessen Frau Sophie Christiane Amalie, geb. Schlüter, geboren und in der Stadtkirche Neubukow evangelisch-lutherisch getauft. Er besuchte die Große Stadtschule Wismar, bestand Ostern 1873 das Abitur und studierte ab 1873 Medizin an der Eberhard-Karls-Universität Tübingen, der Georg-August-Universität Göttingen, der Universität Rostock und der Friedrich-Wilhelms-Universität Berlin. Er wurde 1877 in Berlin zum Dr. med. promoviert und wandte sich der Augenheilkunde zu. Nach seiner Approbation wurde er 1878 Assistent bei Heinrich Leopold Schoeler in Berlin. Bei ihm habilitierte er sich 1885. 1890 folgte er dem Ruf der Philipps-Universität Marburg auf den Lehrstuhl für Augenheilkunde und war Nachfolger von Hermann Schmidt-Rimpler (1838–1915). Im Jahr 1891 wurde er zum Mitglied der Leopoldina gewählt. 1896 wechselte er als Nachfolger von Richard Förster auf den Breslauer Lehrstuhl. Im akademischen Jahr 1908/09 war er Rektor der Universität. 1923 wurde er emeritiert.

## Werk
Uhthoff beschäftigte sich vorwiegend mit dem Zusammenhang von Augenerkrankungen und anderen Krankheiten und konzentrierte sich dabei auf Nervenkrankheiten und Vergiftungen. So beschrieb er 1890 erstmals die nach körperlicher Anstrengung auftretende vorübergehende Verschlechterung der Sehschärfe bei Patienten mit Multipler Sklerose. Heute wird eine Verschlechterung des Zustandes von Patienten mit demyelinisierenden Erkrankungen aufgrund von Hitze oder Anstrengung als Uhthoff-Phänomen bezeichnet.